# Haliplus flavicollis
Haliplus flavicollis är en skalbaggsart som beskrevs av Sturm 1834. Haliplus flavicollis ingår i släktet Haliplus, och familjen vattentrampare. Arten är reproducerande i Sverige.

## Bildgalleri

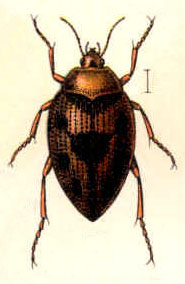